# هاروی گیتس
هاروی هریس گیتس (انگلیسی: Harvey Harris Gates; ۱۹ ژانویهٔ ۱۸۹۴ – ۴ نوامبر ۱۹۴۸) یک فیلم‌نامه‌نویس فیلم صامت اهل ایالات متحده آمریکا بود. وی بین سال هاب ۱۹۱۳ تا ۱۹۴۸ برای ۲۱۶ فیلم سناریو نوشت.

## گزیده فیلم‌شناسی
- حراج جان‌ها (۱۹۱۹)
- ماسک زده (فیلم) (۱۹۲۰)